# Olti Hyseni
Olti Hyseni (Sønderborg, 17 luglio 2007) è un calciatore danese, attaccante del SønderjyskE.

## Biografia
È nato in Danimarca da genitori kosovari.

## Carriera

### Club
Cresciuto nel settore giovanile del SønderjyskE, il 17 luglio 2022 ha firmato il suo primo contratto professionistico ed il 27 ottobre 2023 ha debuttato in prima squadra nell'incontro di 1. Division (la seconda divisione danese) vinto 4-0 contro il B.93; ha segnato il suo primo gol in competizioni professionistiche il 24 novembre successivo nella partita vinta 4-1 contro il Næstved; conclude la stagione con 11 presenze e 2 reti e con la vittoria del campionato, con conseguente promozione in prima divisione: nella stagione 2024-2025 fa dunque il suo esordio in questa categoria, nella quale totalizza complessivamente 20 presenze e 2 reti. Viene poi riconfermato in squadra anche per la stagione 2025-2026, giocata ancora in prima divisione.

### Nazionale
Ha giocato con le nazionali giovanili danesi Under-16, Under-17, Under-18 ed Under-19.

## Statistiche

### Presenze e reti nei club
Statistiche aggiornate al 15 agosto 2025.
| Stagione           | Squadra            | Campionato         | Campionato | Campionato | Coppe nazionali | Coppe nazionali | Coppe nazionali | Coppe continentali | Coppe continentali | Coppe continentali | Altre coppe | Altre coppe | Altre coppe | Totale | Totale | Totale |
| Stagione           | Squadra            | Comp               | Pres       | Reti       | Comp            | Pres            | Reti            | Comp               | Pres               | Reti               | Comp        | Pres        | Reti        | Pres   | Reti   |        |
| ------------------ | ------------------ | ------------------ | ---------- | ---------- | --------------- | --------------- | --------------- | ------------------ | ------------------ | ------------------ | ----------- | ----------- | ----------- | ------ | ------ | ------ |
| 2023-2024          | SønderjyskE        | 1D                 | 11         | 2          | CD              | 0               | 0               | -                  | -                  | -                  | -           | -           | -           | 11     | 2      |        |
| 2024-2025          | SønderjyskE        | SL                 | 20         | 2          | CD              | 2               | 2               | -                  | -                  | -                  | -           | -           | -           | 22     | 4      |        |
| 2025-2026          | SønderjyskE        | SL                 | 5          | 1          | CD              | 0               | 0               | -                  | -                  | -                  | -           | -           | -           | 5      | 1      |        |
| Totale SønderjyskE | Totale SønderjyskE | Totale SønderjyskE | 36         | 5          |                 | 2               | 2               |                    | -                  | -                  |             | -           | -           | 38     | 7      |        |
| Totale carriera    | Totale carriera    | Totale carriera    | 36         | 5          |                 | 2               | 2               |                    | -                  | -                  |             | -           | -           | 38     | 7      |        |

## Palmarès

### Club

#### Competizioni nazionali
- 1. Division: 1

SønderjyskE: 2023-2024